# Villa Eka

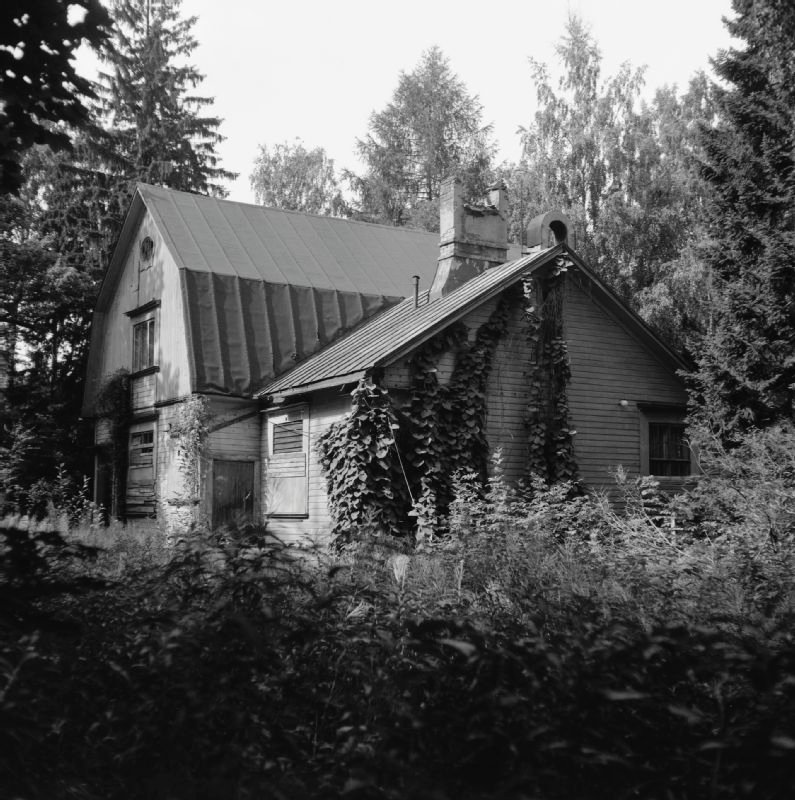
Villa Eka (1982)

La villa Eka est une villa construite dans le quartier de Kilo à Espoo en Finlande.

## Présentation
La Villa Eka est un édifice d'importance historique et artistique d'un style influencé par le   romantisme national située l'est d'Espoo.
Albert Edelfelt a fait construire la Villa Eka au tournant du XXème siècle.
L'édifice a été conçu par l'architecte Eliel Saarinen selon les instructions d'Albert Edelfelt.
La Villa Eka était principalement habitée par l'épouse d'Albert Edelfelt, qui l'a vendue au peintre Magnus Enckell.
Celui-ci a été charmé par les environs de la Villa Eka avec ses vignes sauvages, ses jasmins et toutes sortes d'arbres.
Après Magnus Enckell, la ville a appartenu à Jalo Aura puis à Harri Nevanlinna.
La ville d'Espoo a acheté la villa en 1981.
Elle était très délabrée et le jardin était devenu sauvage.
La ville a rénové la Villa Eka pour sevir d'espace de travail pour les artistes dans les années 1980,.
La Villa Eka a un toit mansardé et est peu décorée. Son toit de tuiles d'origine a été remplacé par un toit en feutre.
La Villa Eka tire son nom d'un grand chêne, qui avait déjà environ 200 ans lorsque la maison a été achevée. À la place de la villa, il y avait autrefois une cabane militaire des dragons.
En 1921, Magnus Enckell a peint un tableau de la Villa Eka appelé Villa de l'artiste à Kilo qui est exposé au musée d'Art Ateneum.